# Cullen Andrews Battle
Cullen Andrews Battle (1er juin 1829 – 8 avril 1905) est un avocat Américain, homme politique et général dans les armées des États confédérés pendant la guerre de Sécession.

## Avant la guerre
Cullen Battle est originaire de Powelton, dans le comté de Hancock, en Géorgie. Plus tard, il travaille comme avocat en Alabama. Il est très actif dans la politique locale et occupe le poste de lieutenant-colonel de la milice locale.

## Guerre de Sécession
Lorsque la guerre de Sécession éclate, il est nommé commandant dans le 3rd Alabama Infantry le 28 avril 1861, et est envoyé avec le régiment à Norfolk, en Virginie. Le 31 juillet, il est promu lieutenant-colonel du régiment. Il combat lors de la bataille de Seven Pines et est promu colonel le 31 mai 1862. Il rate la bataille des sept jours, mais revient dans l'armée, à temps pour la campagne du Maryland, en septembre 1862, combattant lors des batailles de South Mountain, et Antietam. Il est blessé après une chute de son cheval, juste avant la campagne de Chancellorsville et est contraint de renoncer à son commandement. Bien qu'il reprenne le commandement, juste un jour plus tard, ses blessures s'aggravent lorsque son cheval saute un fossé, le forçant à abandonner le commandement à nouveau.
Battle  revient dans le régiment pendant la campagne de Gettysburg. Le 3rd Alabama est l'un des régiments de la brigade d'Edward O'Neal, combattant à Oak Ridge le 1er juillet 1863. Après la terrible désorganisation de la brigade d'O'Neal au premier jour de la bataille, le régiment du colonel Battle est affecté à la brigade du brigadier général Stephen D. Ramseur pendant le reste de la bataille. Le général Robert E. Lee est mécontent de la performance d'O'Neal et le relève de son commandement, mettant Battle  à sa place. La bataille mène par la suite la brigade lors de la campagne de Mine Run et de la campagne de Bristoe à l'automne et au début de l'hiver.
En 1864, Battle  mène ses hommes au cours des batailles de la Wilderness, Spotsylvania Court House, North Anna, et Cold Harbor. Plus tard cette même année, la brigade de Battle fait partie de l'armée de la vallée du lieutenant général Jubal A. Early et participe à la bataille de Monocacy dans le Maryland et à la bataille de Fort Stevens dans la banlieue de Washington, DC. De retour dans la vallée de la Shenandoah, Battle combat lors de la troisième bataille de Winchester, la bataille de Fisher 's Hill, et est blessé à la bataille de Cedar Creek. Sa blessure ne lui permet pas de reprendre le service avant la fin des hostilités.

## Après la guerre
Après la guerre, Battle reprend la pratique du droit. Il refuse un siège au Congrès et devient à la place maire de New Bern, ev Caroline du Nord, où il devient aussi le rédacteur en chef du New Bern Journal.
La bataille meurt à Greensboro, en Caroline du Nord, le 8 avril 1905. Son manuscrit sur le Third Alabama Infantry n'est pas publié de son vivant ; l'original est maintenant dans la collection du département des archives et de l'histoire de l'Alabama. Il est enterré dans le cimetière de Blandford à Petersburg en Virginie.